# Seconda spedizione in Kamčatka
La seconda spedizione in Kamčatka (in russo вторая камчатская экспедиция?, vtornaja kamčatskaja ėkspedicija), chiamata anche grande spedizione del nord (великая северная экспедиция), fu una delle più grandi spedizioni della storia intrapresa al fine di mappare la costa artica della Siberia; di provare o meno la presenza di un collegamento terrestre tra Asia ed America, rilevando parte della costa nordamericana; confermare o meno l'esistenza della leggendaria Gamaland nel Pacifico e spingersi a sud verso il Giappone. La spedizione, interamente finanziata dalla Russia, con migliaia di persone direttamente e indirettamente coinvolte, era composta da distaccamenti indipendenti le cui esplorazioni avvennero tra il 1733 e il 1743.

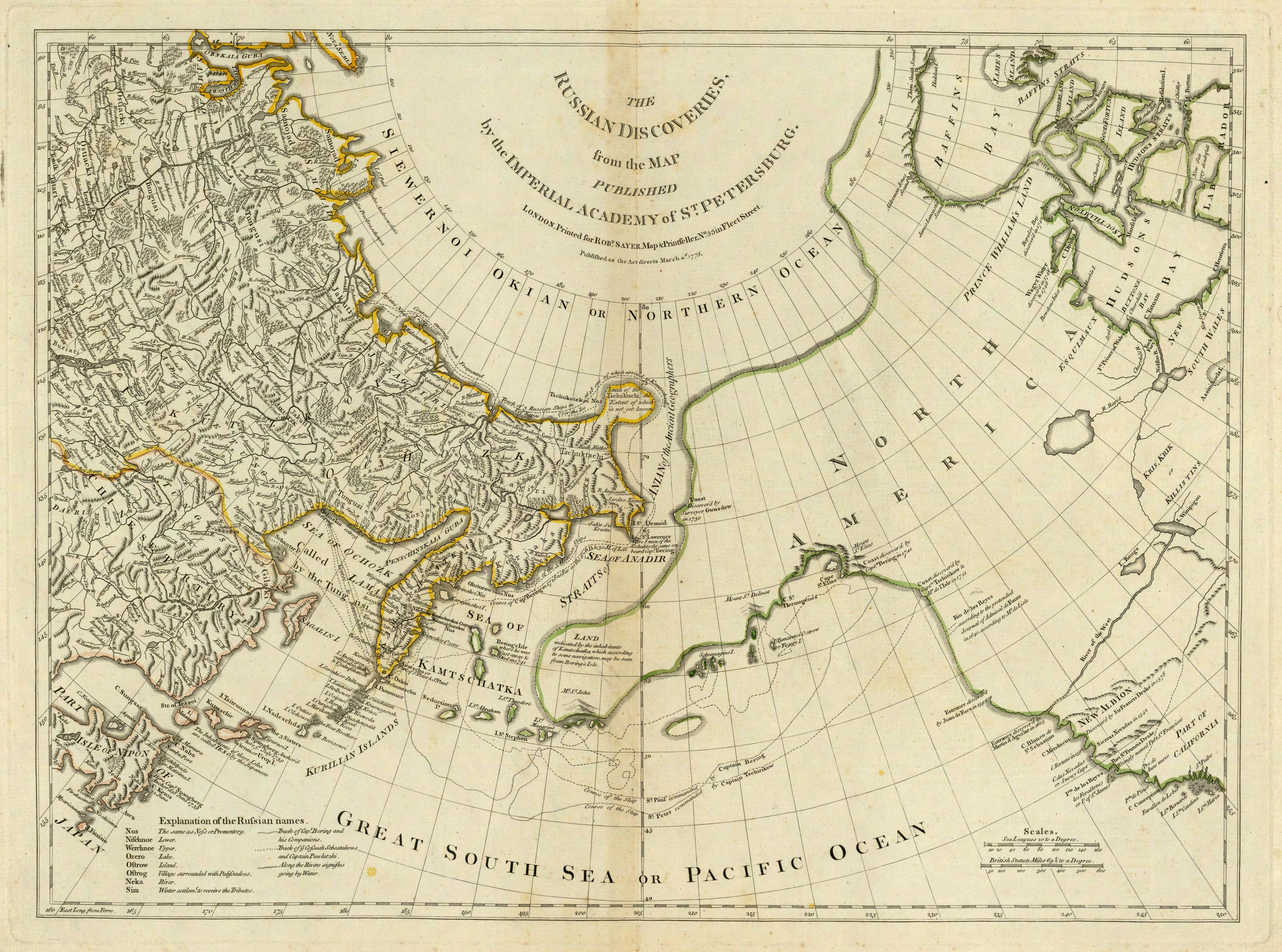
Nouvelle Carte des Decouvertes faites par des Vaisseaux Russiens (di G. F. Müller) con i confini dell'Eurasia nord-orientale, pubblicata dal dipartimento di geografia dell'Accademia delle Scienze di San Pietroburgo, nel 1754.

Il principale organizzatore e capo della spedizione fu Vitus Bering, che era stato incaricato dallo zar Pietro I di Russia di guidare la prima spedizione in Kamčatka. La zarina Anna, nipote di Pietro, promosse e affidò anche la seconda spedizione a Bering seguendo il volere dello zio. La spedizione fu caldamente sostenuta dall'Ammiragliato, presieduto da Nikolaj Fëdorovič Golovin (Николай Фёдорович Головин), e dal segretario generale del senato Ivan Kirillovič Kirilov (Иван Кириллович Кирилов).
I risultati della spedizione compresero la scoperta europea dell'Alaska, delle isole Aleutine, delle isole del Commodoro, dell'isola di Bering, nonché la summenzionata valutazione cartografica delle coste settentrionali e orientali della Russia e delle isole Curili. Fu definitivamente confutata la leggenda dell'esistenza di una terra nel nord Pacifico, e vennero eseguite ricerche etnografiche, storiche e scientifiche in Siberia e in Kamčatka. Il sogno di un passaggio a nord-est, economicamente vitale e ricercato fin dal XVI secolo, iniziava a concretizzarsi.

## I distaccamenti della spedizione

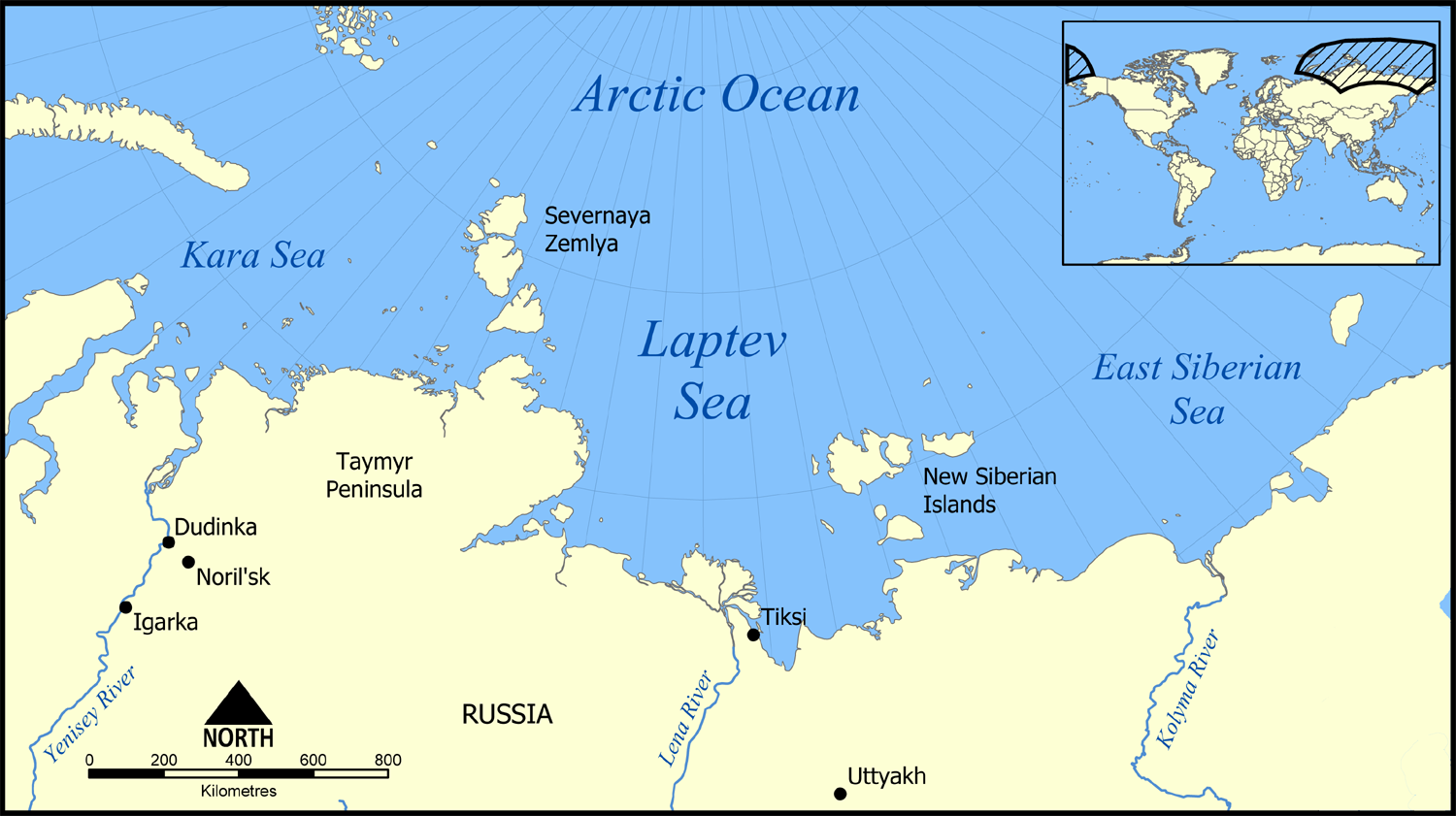
La costa artica russa

L'esplorazione della costa dell'Oceano Artico era divisa in sezioni:
- Dvina-Ob' -  il distaccamento, a bordo delle due koč Ėkspedicion e Ob' (Экспедицион e Обь), doveva rilevare la parte più occidentale della costa russa dal Mar Bianco al fiume Pečora e lungo la penisola Jamal fino all'Ob' ed era affidato al comando di Stepan Voinovič Murav'ëv (Степан Воинович Муравьёв)[5], più tardi sostituito da Stepan Gavrilovič Malygin con Aleksej Ivanovič Skuratov comandante in seconda[6], e doveva riferire direttamente al Consiglio dell'Ammiragliato. Tutti gli altri distaccamenti erano sotto la supervisione generale di Vitus Bering;
- Ob'-Enisej - il tratto di costa artica sarebbe stato esaminato da Dmitrij Leont'evič Ovcyn e Dmitrij Vasil'evič Sterlegov[6] a bordo dello sloop a due alberi Tobol (Тобол) affiancato, nel 1737, anche dalla Ob'-Počtal'on (Обь-Почтальон) che venne affidata a Fëdor Alekseevič Minin. Assistito da Dmitrij Sterlegov, Minin sarebbe partito dallo Enisej fino alla Chatanga rilevando la costa della penisola del Tajmyr[6];
- Lena-Enisej (chiamato anche Lena-Chatanga o Lena occidentale) - il tratto di costa a ovest della Lena era affidato a Vasilij Vasil'evič Prončiščev a bordo dello sloop a due alberi Jakutsk (Якутск) con l'assistente Semën Ivanovič Čeljuskin (che dopo la sua morte gli subentrò al comando). In seguito (1739-1740) l'esplorazione riprese sotto il comando di Chariton Prokof'evič Laptev[6];
- Lena-Kolyma - la costa a est della Lena era affidata al distaccamento di Pëtr Lasinius (Пётр Ласиниус)[7] sullo sloop Irkutsk (Иркутск). Alla morte di Lasinius (19 dicembre 1735) gli subentrò Dmitrij Jakovlevič Laptev.[6]

Gli ultimi due distaccamenti erano entrambi partiti da Jakutsk nel giugno del 1735 e avevano navigato fino alla foce della Lena: Lasinius si era diretto a est e Prončiščev a ovest.
Due distaccamenti navali in Estremo Oriente:
- gli equipaggi di Vitus Bering e Aleksej Il'ič Čirikov dovevano esplorare la via per il Nord America;
- l'unità di Martin Spanberg doveva registrare tutte le isole Curili, la costa del mare di Ochotsk e possibilmente raggiungere il Giappone.

Due distaccamenti di terra:
- uno accademico, composto da scienziati, membri dell'Accademia russa delle scienze, doveva studiare le regioni interne della Siberia Orientale, in particolare la Kamčatka, era guidato inizialmente da Louis de l'Isle de la Croyère e dal naturalista e botanico Johann Georg Gmelin, cui si aggiunse in seguito Gerhard Friedrich Müller per gli studi etnografici e storici. Altri partecipanti erano: Stepan Petrovič Krašeninnikov, Georg Wilhelm Steller e Andrej Dmitrievič Krasil'nikov[8] (Андрей Дмитриевич Красильников);[9]
- la sezione di Pëtr Nikiforovič Skobel'cyn (Пётр Никифорович Скобельцын) e Vasilij Šatilov (Василий Шатилов) doveva testare la navigabilità fluviale del tratto da Verchneudinsk a Ochotsk.

### I distaccamenti del Pacifico di Bering e Spanberg

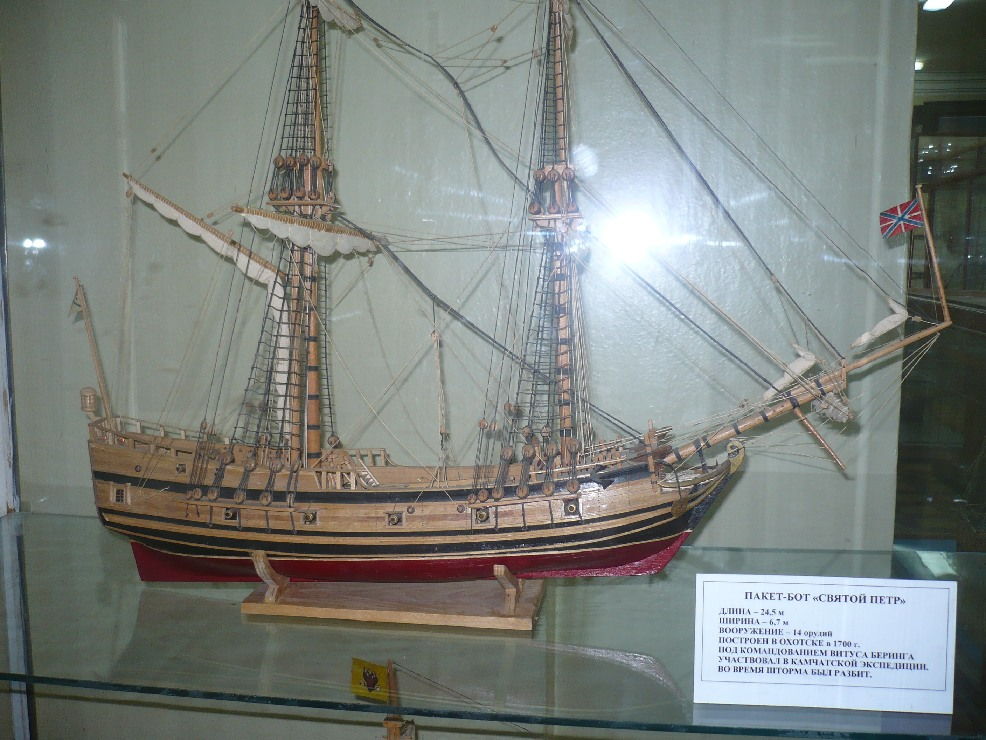
Modellino della San Pietro (museo di Sebastopoli)

Nell'estate del 1740 a Ochotsk furono fatte costruite per la spedizione due navi: la San Pietro e la San Paolo (Святой Пётр e Святой Павел) che furono poi spostate nella baia dell'Avača in Kamčatka, dove gli equipaggi eressero un forte che in seguito sarebbe divenuto la città di Petropavlovsk-Kamčatskij. Il 4 giugno 1741, la San Pietro e la San Paolo, sotto il rispettivo comando di Vitus Bering e Aleksej Čirikov, salparono verso le coste dell'America. All'inizio del viaggio, le navi si persero di vista in una densa nebbia e dovettero continuare il viaggio separatamente. La San Pietro, sotto il comando di Bering, avvistò, il 16 luglio, i monti Sant'Elia e raggiunse l'isola Kayak nel golfo dell'Alaska. Faceva parte della spedizione il naturalista Georg Wilhelm Steller. Sulla via del ritorno la nave si schiantò su una piccola isola dove l'equipaggio dovette svernare e dove Bering morì. Solo nell'agosto del 1742 i sopravvissuti riuscirono a raggiungere l'Avača costruendo un'imbarcazione con i resti della San Pietro.
La San Paolo sotto il comando di Aleksej Čirikov, l'11 luglio, avvistò la costa dell'attuale Columbia Britannica e gettò l'ancora a ovest dell'isola Principe di Galles. Čirikov inviò a terra in tempi successivi due piccole imbarcazioni alla ricerca di un approdo, ma nessuna delle due fece ritorno e non fu possibile rifornirsi d'acqua dolce. L'8 ottobre dello stesso anno l'equipaggio fece ritorno alla baia dell'Avača senza esser potuto sbarcare sulle coste americane.
Nell'estate del 1738, il distaccamento di Spanberg si diresse verso il Giappone su tre imbarcazioni: il brigantino Arcangelo Michele (Архангел Михаил), lo sloop a due alberi Nadežda (Надежда; in italiano Speranza) e il San Gabriele (Святой Гавриил). Le navi erano rispettivamente comandate da Spanberg, da Aleksej Šel'ting (Алексей Елеазарович Шельтинг) e dal luogotenente William Walton. Entrate in una fitta nebbia però si persero a vicenda e ciascuna navigò per proprio conto. Spanberg sull'Arcangelo Michele percorse la cresta delle Curili, ma a causa del maltempo e della mancanza di cibo, dovette far ritorno a Bol'šereck dove si riunì con le altre navi.

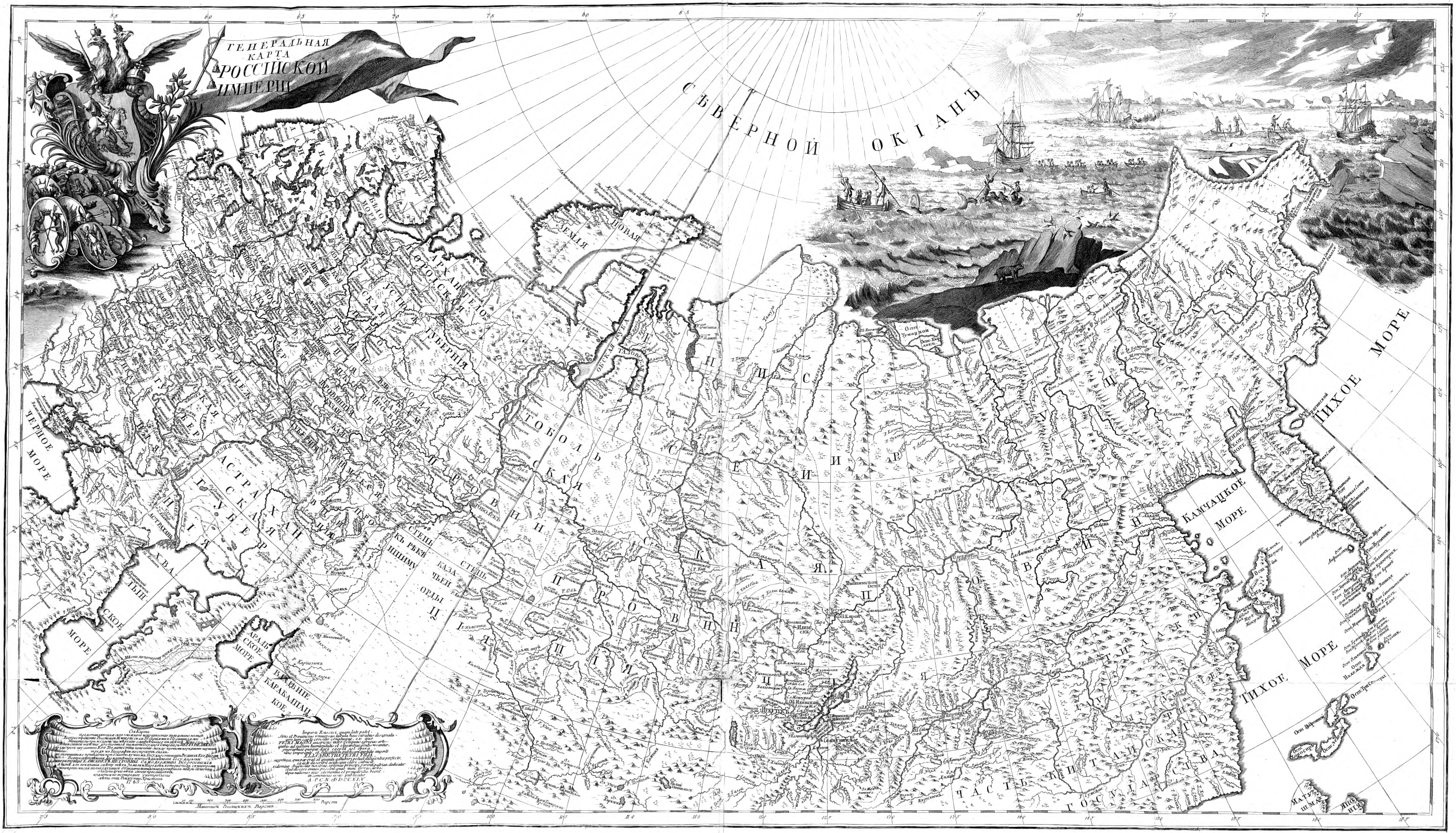
L'impero russo: carta del 1754 con i risultati della Seconda spedizione in Kamčatka.

Nel maggio del 1739 il distaccamento salpò nuovamente supportato dal nuovo sloop Bolsheretsk, costruito appositamente per il passaggio tra le rocce costiere e le secche tra le isole, e raggiunse le isole Curili. Il 16 giugno 1739 i marinai videro per la prima volta la costa nord-orientale dell'isola di Honshū e si diressero verso sud dove avvenne un incontro con i giapponesi. Il 24 giugno, l'Arcangelo Michele raggiunse l'isola di Hokkaidō e poi tornò indietro. William Walton, che era al comando del San Gabriele, arrivò all'isola di Honshu nelle stesse date pur viaggiando separatamente. Il 24 luglio, anche il San Gabriele era sulla via del ritorno.
Nel maggio del 1742, le navi affrontarono un nuovo viaggio verso le isole Curili per completarne la registrazione che terminò alla fine di luglio.